# Sansevieria dumetescens
Sansevieria dumetescens är en sparrisväxtart som beskrevs av Leonard Eric Newton. Sansevieria dumetescens ingår i släktet bajonettliljor, och familjen sparrisväxter. Inga underarter finns listade i Catalogue of Life.